# Звиняче (село)
Звиня́че — село в Україні, у Луцькому районі Волинської області. Входить до складу Горохівської міської громади. Населення становить 1164 осіб.

## Географія
Село над річкою Безіменкою.

## Історія
У 1906 році село Скобелецької волості Володимир-Волинського повіту Волинської губернії. Відстань від повітового міста 60 верст, від волості 8. Дворів 194, мешканців 1512.
12 червня 2020 року, відповідно до розпорядження Кабінету Міністрів України № 708-р «Про визначення адміністративних центрів та затвердження територій територіальних громад Волинської області», село увійшло в склад Горохівської міської громади.
19 липня 2020 року, в результаті адміністративно-територіальної реформи та ліквідації Горохівського району, село увійшло до складу новоутвореного Луцького району.

## Населення
Згідно з переписом УРСР 1989 року чисельність наявного населення села становила 1360 осіб, з яких 630 чоловіків та 730 жінок.
За переписом населення України 2001 року в селі мешкали 1163 особи.

### Мова
Розподіл населення за рідною мовою за даними перепису 2001 року:
| Мова       | Кількість | Відсоток |
| ---------- | --------- | -------- |
| українська | 1151      | 98.88%   |
| російська  | 13        | 1.12%    |
| Усього     | 1164      | 100%     |

## Видатні люди
- Базюк Олександр Федорович — архітектор.
- Зилюк Юрій Олексійович (літературний псевдонім Вовк Юрко, 1955) – поет, прозаїк і документаліст,
- Ліщина Андрій Васильович (1985—2016) — молодший сержант Збройних сил України, учасник російсько-української війни.
- Микийчук Микола Миколайович — український фахівець у галузі метрології, доктор технічних наук.
- Шевчук Димитріан Богданович - офіцер Збройних сил України